# Vildmarksvägen

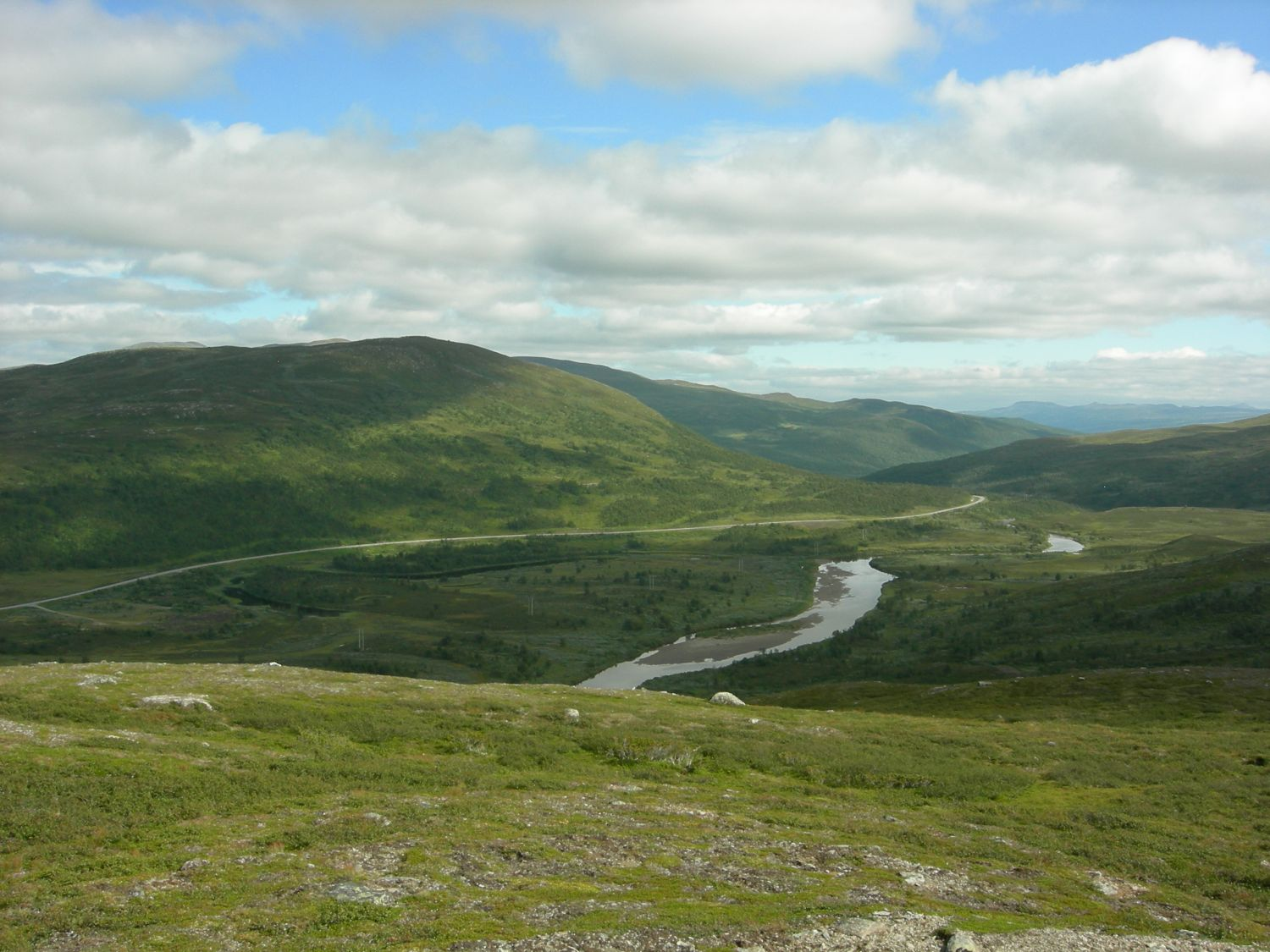
La Vildmarksvägen entre Stekenjokk et Klimpfjäll.

Vildmarksvägen (littéralement : « la route sauvage »), parfois également appelée Stekenjokkvägen par les habitants de Stekenjokk que traverse la Vildmarksvägen, est une route touristique qui s'étend du nord du Jämtland au sud de la Laponie, en Suède. La route, l'une des plus hautes de Suède, débute à Strömsund pour finir à Vilhelmina. Une partie de la route est fermée durant l'hiver à cause de la neige. La route comprend la réserve naturelle de Bjurälven.

## Itinéraire
Longue de 360 kilomètres, la Vildmarksvägen commence à Strömsund. Elle se poursuit par la ville de Gäddede puis la route 342, traverse ensuite Jormvattnet, Stora Blåsjön, Stekenjokk et Klimpfjäll. De là, elle se prolonge vers Kultsjön et Saxnäs via Stalon et Lake Moalgomaj, pour atteindre finalement Vilhelmina.
La portion de route qui traverse le Kalfjället est parfois fermée en hiver en raison des fortes chutes de neige, laquelle peut se déposer sur une épaisseur allant jusqu'à 7 mètres. Le plateau Stekkenjokk est également fermé de mi-octobre à début juin.

## Patrimoine naturel, faune et population

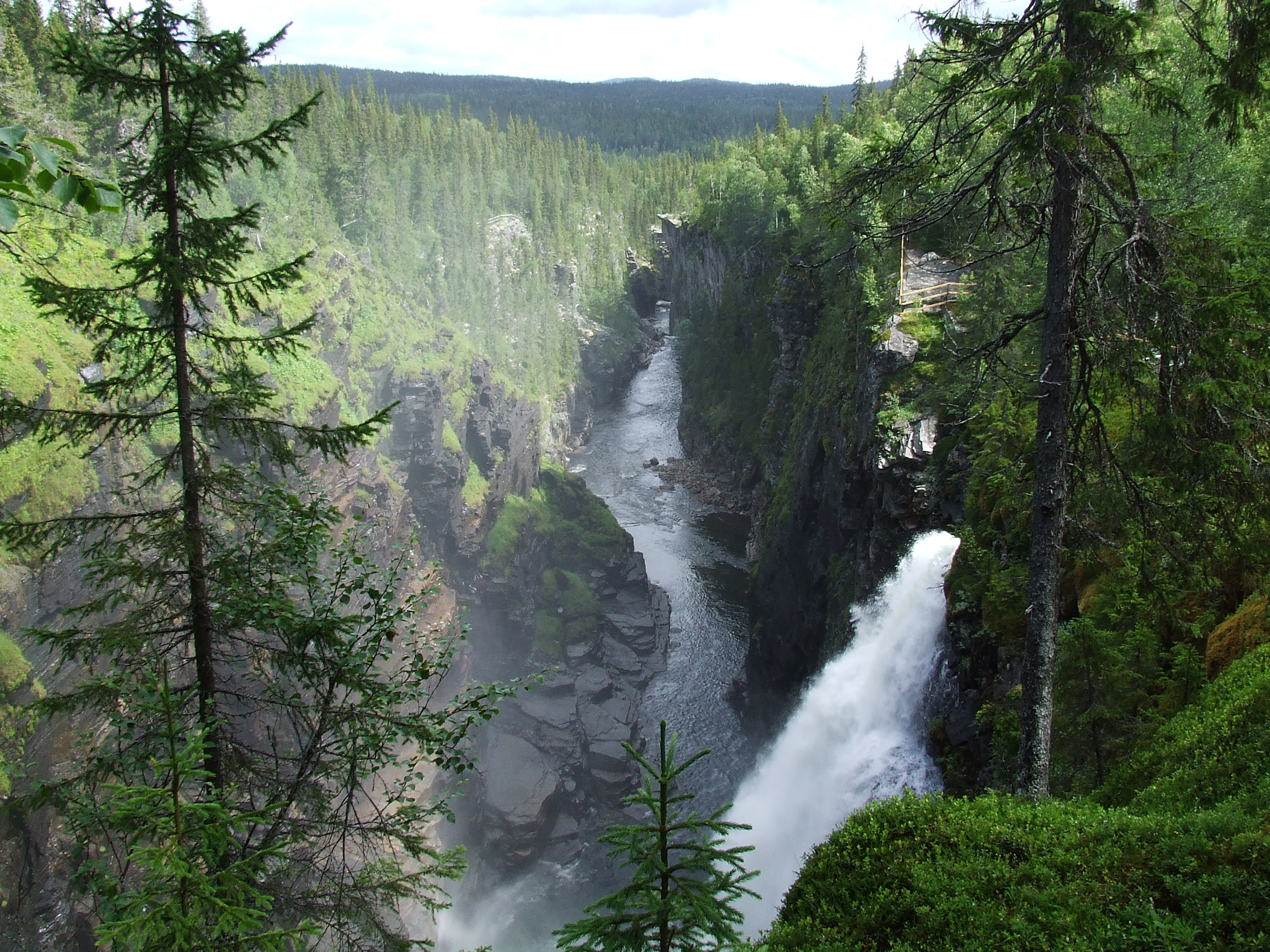
La cascade Hällingsåfallet et son canyon.

La Vildmarksvägen traverse la région qui accueille la plus forte concentration suédoise d'ours,. Bien que la région soit de taille similaire au comté de Västra Götaland, qui compte 1 590 000 habitants, sa population ne s'élève qu'à 22 000 individus, avec une densité de moins d'un habitant au kilomètre carré.
La zone couverte par la route est très pittoresque et comporte de nombreuses rivières et chutes d'eau. L'une des cascades, Hällingsåfallet, se jette dans le plus long canyon contenant de l'eau d'Europe. D'une hauteur de 43 mètres, la chute d'eau a été surnommée « la réponse de la Suède aux chutes du Niagara ». Le canyon d'Hällingsåfallet est long de 800 mètres et, en raison de l'érosion des sols, sa longueur va grandissante.
Vildmarksvägen passe près de Gaustafallet, une autre chute d'eau qui se prolonge dans une gorge et est un des lieux de tournage du film Ronya, fille de brigand. 
La cascade de Brakkåfallet est située sur Vildmarksvägen entre Jormvattnet et Stora Blåsjön. La grotte la plus longue de Suède, Korallgrottan, a été découverte entre Stora Blåsjön et Ankarvattnet, le long de la route Vildmarksvägen.
En raison de l'altitude, moustiques et moucherons n'existent pas dans la région.